# دل أباد (ألقورات)
دل أباد (بالفارسية: دل‌آباد) هي قرية تقع في إيران في خراسان الجنوبية. يقدر عدد سكانها بـ 283 نسمة .